# No Sleep ’til Hammersmith
No Sleep ’til Hammersmith – pierwszy album koncertowy brytyjskiej heavymetalowej grupy Motörhead wydany 1981 roku.

## Lista utworów
Opracowano na podstawie materiału źródłowego.
| Nr  | Tytuł utworu              | Autorzy                          | Długość |
| --- | ------------------------- | -------------------------------- | ------- |
| 1.  | „Ace of Spades”           | Clarke, Kilmister, Taylor        | 3:01    |
| 2.  | „Stay Clean”              | Clarke, Kilmister, Taylor        | 2:50    |
| 3.  | „Metropolis”              | Clarke, Kilmister, Taylor        | 3:31    |
| 4.  | „The Hammer”              | Clarke, Kilmister, Taylor        | 3:05    |
| 5.  | „Iron Horse/Born to Lose” | Taylor, Mick Brown, Guy Lawrence | 3:58    |
| 6.  | „No Class”                | Clarke, Kilmister, Taylor        | 2:34    |
| 7.  | „Overkill”                | Clarke, Kilmister, Taylor        | 5:13    |
| 8.  | „(We Are) The Road Crew”  | Clarke, Kilmister, Taylor        | 3:31    |
| 9.  | „Capricorn”               | Clarke, Kilmister, Taylor        | 4:40    |
| 10. | „Bomber”                  | Clarke, Kilmister, Taylor        | 3:24    |
| 11. | „Motorhead”               | Kilmister                        | 4:47    |
|     |                           |                                  | 40:34   |

| Edycja rozszerzona – 1996 | Edycja rozszerzona – 1996 | Edycja rozszerzona – 1996            | Edycja rozszerzona – 1996 |
| Nr                        | Tytuł utworu              | Autorzy                              | Długość                   |
| ------------------------- | ------------------------- | ------------------------------------ | ------------------------- |
| 1.                        | „Ace of Spades”           | Clarke, Kilmister, Taylor            | 3:01                      |
| 2.                        | „Stay Clean”              | Clarke, Kilmister, Taylor            | 2:50                      |
| 3.                        | „Metropolis”              | Clarke, Kilmister, Taylor            | 3:31                      |
| 4.                        | „The Hammer”              | Clarke, Kilmister, Taylor            | 3:05                      |
| 5.                        | „Iron Horse/Born to Lose” | Taylor, Brown, Lawrence              | 3:58                      |
| 6.                        | „No Class”                | Clarke, Kilmister, Taylor            | 2:34                      |
| 7.                        | „Overkill”                | Clarke, Kilmister, Taylor            | 5:13                      |
| 8.                        | „(We Are) The Road Crew”  | Clarke, Kilmister, Taylor            | 3:31                      |
| 9.                        | „Capricorn”               | Clarke, Kilmister, Taylor            | 4:40                      |
| 10.                       | „Bomber”                  | Clarke, Kilmister, Taylor            | 3:24                      |
| 11.                       | „Motorhead”               | Kilmister                            | 4:47                      |
| 12.                       | „Over the Top”            | Clarke, Kilmister, Taylor            | 3:04                      |
| 13.                       | „Capricorn”               | Clarke, Kilmister, Taylor            | 4:54                      |
| 14.                       | „Train Kept A-Rollin'”    | Tiny Bradshaw, Howard Kay, Lois Mann | 2:44                      |
|                           |                           |                                      | 51:16                     |

| Edycja rozszerzona – 2001 – CD 1 | Edycja rozszerzona – 2001 – CD 1                       | Edycja rozszerzona – 2001 – CD 1            | Edycja rozszerzona – 2001 – CD 1 |
| Nr                               | Tytuł utworu                                           | Autorzy                                     | Długość                          |
| -------------------------------- | ------------------------------------------------------ | ------------------------------------------- | -------------------------------- |
| 1.                               | „Ace of Spades”                                        | Clarke, Kilmister, Taylor                   | 3:01                             |
| 2.                               | „Stay Clean”                                           | Clarke, Kilmister, Taylor                   | 2:50                             |
| 3.                               | „Metropolis”                                           | Clarke, Kilmister, Taylor                   | 3:31                             |
| 4.                               | „The Hammer”                                           | Clarke, Kilmister, Taylor                   | 3:05                             |
| 5.                               | „Iron Horse/Born to Lose”                              | Taylor, Brown, Lawrence                     | 3:58                             |
| 6.                               | „No Class”                                             | Clarke, Kilmister, Taylor                   | 2:34                             |
| 7.                               | „Overkill”                                             | Clarke, Kilmister, Taylor                   | 5:13                             |
| 8.                               | „(We Are) The Road Crew”                               | Clarke, Kilmister, Taylor                   | 3:31                             |
| 9.                               | „Capricorn”                                            | Clarke, Kilmister, Taylor                   | 4:40                             |
| 10.                              | „Bomber”                                               | Clarke, Kilmister, Taylor                   | 3:24                             |
| 11.                              | „Motorhead”                                            | Kilmister                                   | 4:47                             |
| 12.                              | „Over the Top”                                         | Clarke, Kilmister, Taylor                   | 2:57                             |
| 13.                              | „Shoot You In The Back”                                | Clarke, Kilmister, Taylor                   | 2:43                             |
| 14.                              | „Jailbait”                                             | Clarke, Kilmister, Taylor                   | 3:34                             |
| 15.                              | „Leaving Here”                                         | Brian Holland, Lamont Dozier, Eddie Holland | 2:48                             |
| 16.                              | „Fire Fire”                                            | Clarke, Kilmister, Taylor                   | 2:55                             |
| 17.                              | „Too Late, Too Late”                                   | Clarke, Kilmister, Taylor                   | 3:04                             |
| 18.                              | „Bite The Bullet / The Chase Is Better Than the Catch” | Clarke, Kilmister, Taylor                   | 6:38                             |
|                                  |                                                        |                                             | 1:05:13                          |

| Edycja rozszerzona – 2001 – CD 2 | Edycja rozszerzona – 2001 – CD 2                                  | Edycja rozszerzona – 2001 – CD 2 |
| Nr                               | Tytuł utworu                                                      | Długość                          |
| -------------------------------- | ----------------------------------------------------------------- | -------------------------------- |
| 1.                               | „Ace of Spades" (alternate)”                                      | 2:47                             |
| 2.                               | „Stay Clean" (alternate)”                                         | 2:54                             |
| 3.                               | „Metropolis" (alternate)”                                         | 3:46                             |
| 4.                               | „The Hammer" (alternate)”                                         | 3:01                             |
| 5.                               | „Capricorn" (alternate)”                                          | 5:00                             |
| 6.                               | „No Class" (alternate)”                                           | 2:44                             |
| 7.                               | „(We Are) the Road Crew" (alternate)”                             | 3:31                             |
| 8.                               | „Bite the Bullet/The Chase Is Better than the Catch" (alternate)” | 6:07                             |
| 9.                               | „Overkill" (alternate)”                                           | 4:53                             |
| 10.                              | „Bomber" (alternate)”                                             | 3:26                             |
| 11.                              | „Motorhead" (alternate)”                                          | 5:31                             |
|                                  |                                                                   | 43:40                            |

## Twórcy
Opracowano na podstawie materiału źródłowego.
| Zespół Motörhead w składzie - Lemmy Kilmister – gitara basowa, prowadzący wokal - Eddie Clarke – gitara, wokal wspierający - Phil Taylor – perkusja |  | Inni - Vic Maile – producent - Ian Kalinouski, Graham Mitchell, Simon Porter – zdjęcia |

## Listy sprzedaży
| Lista             | Kraj            | Pozycja |
| ----------------- | --------------- | ------- |
| UK Albums Chart   | Wielka Brytania | 1       |
| Recorded Music NZ | Nowa Zelandia   | 28      |